# Исторически музей (Ботевград)
Историческият музей в Ботевград открива врати с първата си експозиция през 1937 г. по инициатива на директора на Ботевградската гимназия Асен Стефанов. Днес музеят се намира в центъра на Ботевград, на пл. „Саранск“, в реконструираната сграда на бившата съдебна палата.

## Историческа справка
Музейното дело в Ботевградска община има дълбоки корени и богата традиция. Първите прояви на интерес към историческото минало свързваме с дейността на свещеник Георги Попдимитров от с. Скравена. Миналото и старините в Ботевградско проучва и дългогодишният учител Георги Попиванов от с. Трудовец.
Необходимост от изграждане на музейна сбирка в Ботевград, тогава Орхание, за пръв път е отразена във вестник „Орханийски новини“, бр. 1, 10 януари 1927 г., когато сред предстоящите задачи на културно-обществения елит на града е отбелязано създаването на археологически музей към читалището. Първата музейна сбирка се открива през 1937 г. благодарение на директора на гимназията Асен Стефанов.
През 1950 г., обогатена и разширена, тя е преместена в Народно читалище „Христо Ботев 1884“, където пръв нещатен уредник дълги години е местният краевед Ташко Нинов. Две години по-късно сбирката е обявена за държавен музей, като за нуждите му е предоставена сградата на бившия хотел-кафене „Бристол“.
На 24 май 1959 г., в приспособена за целта сграда, тържествено е открит общ народен музей. През 1970 г. е открита втората експозиция на музея. Поради реконструкция на града тази сграда е съборена през 1977 г., а музеят е преместен само на фондосъхранение, без експозиция, на бул. „България“ 8.
През 1985 г. е уредена първата изложба от художествения фонд на музея, която поставя началото на художествената галерия към музея. По решение на Общинския съвет, през 1988 г. е предоставена сграда в центъра на града срещу часовниковата кула за изграждане на нова музейна експозиция и галерия. В този си вид музейната експозиция заедно с художествената галерия съществува до 2010 г.
В проект за повишаване на туристическата атрактивност на района, през 2011 г. фондовете на  музея намират своето място в сградата на бившата съдебна палата в центъра на  града, заедно с Информационен център за обслужване на гости и туристи. През 2020 г., след изтичане на рамките на проекта, Туристически информационен център е обособен в друга сграда, а музеят продължава да функционира като такъв самостоятелно.

## Дейност
Историческият музей в Ботевград има богата експозиция, окомплектована от около 10 000 движими културни ценности и художествени произведения. Предлага възможности за експониране на гостуващи художествени, приложни и документални изложби, провеждане на беседи, срещи-разговори, открити уроци, лекции, чествания. В рамките на инициативата „Салон на изкуствата“ се представят постижения в областта на литературата, художественото и приложното изкуство. Като културно-научна институция, музеят развива научноизследователска, събирателска, образователно-възпитателска и популяризаторска дейност. Включва се в реализирането на мероприятия от културния календар на Община Ботевград.

## Отдели
Фондовете на музея са окомплектовани с над 15 000 оригинални фондови единици, в това число: вещи, документи, фотографии, старопечатна литература, въоръжение и снаряжение, нумизматични и хералдически, културни ценности и художествени произведения, разпределени в четири отдела и един филиал:
- Отдел „Фондове“ – завеждащ Надка Йошовска;
- Отдел „Образователни програми“ – завеждащ Радосвета Апостолова;
- Отдел „Експозиции“ – завеждащ Маргарита Йованович;
- Отдел „Информационно-административен“ – Валя Георгиева;
- Филиал – Килийно училище в село Боженица, общ. Ботевград;